# Ría Carreras
La ría Carreras es el brazo de agua estructurante de las Marismas de Isla Cristina en Andalucía, España. Es una ría salada y da forma al casco urbano de Isla Cristina por sus vertientes norte y oeste. Su nombre proviene de un industrial del siglo XIX con fábricas de salazones y conservas junto a sus orillas en la zona norte de la actual ciudad de Isla Cristina.
Esta ría tiene numerosos brazos de agua en forma de esteros y caños. La ría tiene unos 14 km. con formas serpenteantes desde la cercana villa de La Redondela hasta su desembocadura entre las costas de Isla Cristina y Punta del Moral, donde se localiza la bocana del puerto de Isla Cristina entre los diques de Levante y Poniente.
La ría está protegida bajo la figura de un Paraje Natural llamado Marismas de Isla Cristina. Aún se siguen explotando sus recursos salinos y un antiguo molino mareal rehabilitado como espacio donde poder conocer la actividad humana de épocas pasadas y su aprovechamiento de los recursos. Originalmente y hasta la primera mitad del siglo XX existieron decenas de molinos mareales para la molienda del grano aprovechando la fuerza de las mareas, el museo visitable en que se ha convertido el que mejor se conservaba es uno de los pocos que existen en España.

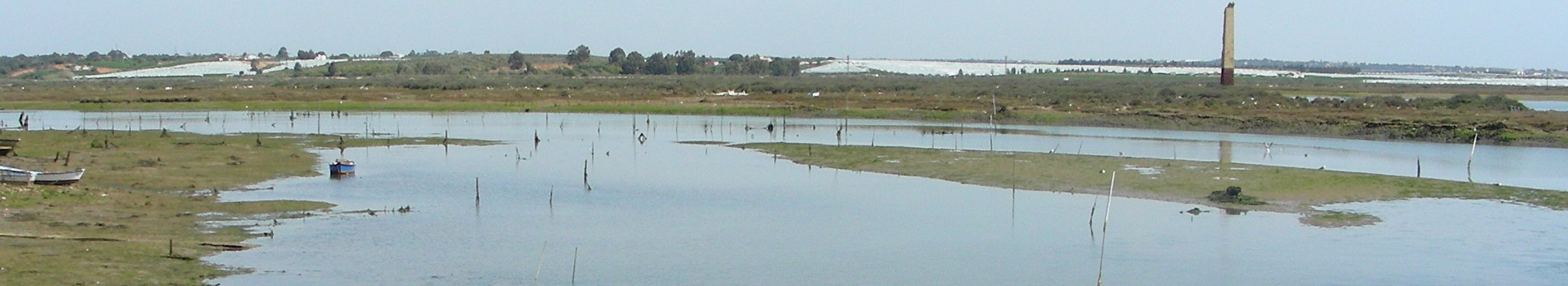
Uno de los brazos de la ría Carreras junto al puente Infanta Cristina.